# Processus clinoïde antérieur
Les processus clinoïdes antérieurs (ou apophyses clinoïdes antérieures) sont deux saillies osseuses des extrémités médiales du bord postérieur de la petite aile de l'os sphénoïde.
Ils se situent au-dessus du sillon carotidien.
Ils donnent insertion à la petite circonférence de la tente du cervelet et sont un point d'attache des ligaments pétro-sphénoïdaux.
Ils sont parfois reliés au processus clinoïde moyen par un spicule osseux, et lorsque cela se produit, la terminaison du sillon de l'artère carotide interne est convertie en un foramen carotico-clinoïde.